# German Bowl XL
Der German Bowl XL, das Endspiel der German Football League (GFL) in der Saison 2018, fand am 13. Oktober 2018 im Berliner Friedrich-Ludwig-Jahn-Sportpark statt.
Titelverteidiger Schwäbisch Hall Unicorns erreichte zum fünften Mal hintereinander den German Bowl, wo sie in diesem Jahr auf Frankfurt Universe trafen. Zum ersten Mal überhaupt trafen damit zwei Mannschaften aus der GFL Süd in einem German Bowl aufeinander. In den ersten drei German Bowls trafen zwar mit den Ansbach Grizzlies und den Frankfurter Löwen auch schon Teams aus dem Gebiet der heutigen GFL Süd aufeinander, jedoch wechselten die Löwen erst nach dem German Bowl III von der Nord- in die Süd-Gruppe.
Für Universe bedeutete der Einzug ins Finale den bislang größten Erfolg auf nationaler Ebene. Die Unicorns setzten sich in einem knappen Spiel mit 21:19 durch und konnten so ihren Titel erfolgreich verteidigen. Mit der vierten deutschen Meisterschaft kürten sich die Unicorns zudem zum erfolgreichsten Süd-Team in der Geschichte der GFL.

## Der Weg zum German Bowl
Schwäbisch Hall wahrte in der regulären Saison, wie schon in den beiden vorangegangenen Spielzeiten, eine weiße Weste mit 14 Siegen in 14 Spielen. Als klarer Sieger ihrer Konferenz erspielten sie sich so das Heimrecht in den Play-offs. Frankfurt musste sich lediglich in den beiden Partien gegen die Haller knapp geschlagen geben und sicherte sich so, trotz Punktabzuges wegen eines Lizenzverstoßes, den zweiten Platz in der Süd-Konferenz.
Die Viertelfinalspiele fanden am 22. und 23. September 2018 statt. In den Spielen konnten sich jeweils die Heimteams, also die Meister und die Zweitplatzierten aus dem Norden und dem Süden, durchsetzen. Die Halbfinalspiele fanden am 29. September 2018 statt. Dort setzten sich erstmals der Südmeister und der Zweitplatzierte aus dem Süden durch. Während sich der Südmeister Schwäbisch Hall Unicorns klar gegen den Nordzweiten Dresden Monarchs in der regulären Spielzeit durchsetzte, konnte der Südzweite Frankfurt Universe den Sieg gegen den Nordmeister New Yorker Lions erst in der zweiten Verlängerung erringen.
| Viertelfinale 22./23. September 2018 | Viertelfinale 22./23. September 2018 | Viertelfinale 22./23. September 2018 |    |                     | Halbfinale 29. September 2018 | Halbfinale 29. September 2018 | Halbfinale 29. September 2018 |  |  | German Bowl XL 13. Oktober 2018 | German Bowl XL 13. Oktober 2018 | German Bowl XL 13. Oktober 2018 |
|                                      |                                      |                                      |    |                     |                               |                               |                               |  |  |                                 |                                 |                                 |
| 1S                                   | Schw. Hall Unicorns                  | 37                                   |    |                     |                               |                               |                               |  |  |                                 |                                 |                                 |
| 4N                                   | Cologne Crocodiles                   | 14                                   |    |                     |                               |                               |                               |  |  |                                 |                                 |                                 |
| 4N                                   | Cologne Crocodiles                   | 14                                   | 1S | Schw. Hall Unicorns | 23                            |                               |                               |  |  |                                 |                                 |                                 |
|                                      |                                      |                                      | 1S | Schw. Hall Unicorns | 23                            |                               |                               |  |  |                                 |                                 |                                 |
|                                      | 2N                                   | Dresden Monarchs                     | 7  |                     |                               |                               |                               |  |  |                                 |                                 |                                 |
| 2N                                   | 2N                                   | Dresden Monarchs                     | 7  | Dresden Monarchs    | 51                            |                               |                               |  |  |                                 |                                 |                                 |
| 2N                                   |                                      |                                      |    | Dresden Monarchs    | 51                            |                               |                               |  |  |                                 |                                 |                                 |
| 3S                                   | Allgäu Comets                        | 19                                   |    |                     |                               |                               |                               |  |  |                                 |                                 |                                 |
| 3S                                   | Allgäu Comets                        | 19                                   | 1S | Schw. Hall Unicorns | 21                            |                               |                               |  |  |                                 |                                 |                                 |
|                                      |                                      |                                      |    | Schw. Hall Unicorns | 21                            |                               |                               |  |  |                                 |                                 |                                 |
|                                      | 2S                                   | Frankfurt Universe                   | 19 |                     |                               |                               |                               |  |  |                                 |                                 |                                 |
| 1N                                   | 2S                                   | Frankfurt Universe                   | 19 | New Yorker Lions    | 59                            |                               |                               |  |  |                                 |                                 |                                 |
| 1N                                   |                                      |                                      |    | New Yorker Lions    | 59                            |                               |                               |  |  |                                 |                                 |                                 |
| 4S                                   | Munich Cowboys                       | 14                                   |    |                     |                               |                               |                               |  |  |                                 |                                 |                                 |
| 4S                                   | Munich Cowboys                       | 14                                   | 1N | New Yorker Lions    | 17                            |                               |                               |  |  |                                 |                                 |                                 |
|                                      |                                      |                                      | 1N | New Yorker Lions    | 17                            |                               |                               |  |  |                                 |                                 |                                 |
|                                      | 2S                                   | Frankfurt Universe                   | 20 |                     |                               |                               |                               |  |  |                                 |                                 |                                 |
| 2S                                   | 2S                                   | Frankfurt Universe                   | 20 | Frankfurt Universe  | 6                             |                               |                               |  |  |                                 |                                 |                                 |
| 2S                                   |                                      |                                      |    | Frankfurt Universe  | 6                             |                               |                               |  |  |                                 |                                 |                                 |
| 3N                                   | Berlin Rebels                        | 5                                    |    |                     |                               |                               |                               |  |  |                                 |                                 |                                 |

## Spielverlauf
Das erste Viertel des Spiels wurde durch die Frankfurter geleitet. Früh im Spiel gelang Andreas Betza für Universe ein Touchdownlauf, dessen anschließender Extrapunkt jedoch geblockt wurde. Nur wenig später erzielten sie den nächsten Touchdown, diesmal mit erfolgreichem Extrapunkt. Zu Beginn des zweiten Viertels erzielten die Unicorns schließlich ihren ersten Touchdown, was auch den Halbzeitstand von 13:7 für Frankfurt besiegelte. Fehler auf beiden Seiten verhinderten im dritten Viertel, dass weitere Punkte erzielt wurden. Zu Beginn des letzten Viertels hatte Frankfurt mehrfach die Chance ihre Führung auszubauen, doch der Kicker vergab erst aus 39 Yards, später aus 23 Yards Entfernung ein mögliches Field Goal. Mitte des letzten Viertels erzielte Schwäbisch Hall ihren zweiten Touchdown und gelangte erstmals in Führung. Später konnten die Unicorns diese noch ausbauen, als es ihnen gelang einen Fumble von Frankfurts Quarterback Andrew Eiffers zum Touchdown zurück zu tragen. Frankfurt schaffte es noch einen weiteren Touchdown zu erzielen und den Spielstand auf 19:21 zu ändern. Die anschließende Two-Point Conversion war jedoch nicht erfolgreich. Universe führte daraufhin einen Onside Kick aus und konnte diesen auch erobern. Sie konnten sich weiter nach vorne arbeiten, jedoch vergab ihr Kicker bei drei Sekunden Restspielzeit das siegbringende Field Goal.

### Scoreboard
| Frankfurt Universe | Schwäbisch Hall Unicorns | Team                     | Spielzug                                                                                           |
| ------------------ | ------------------------ | ------------------------ | -------------------------------------------------------------------------------------------------- |
| 1. Quarter         |                          |                          | |
| 6                  | 0                        | Frankfurt Universe       | 11-Yards-Touchdown-Lauf von Andreas Betza (PAT durch Marius Duis nicht gut)                        |
| 13                 | 0                        | Frankfurt Universe       | 13-Yard-Touchdown-Pass von Andrew Eiffers auf Sebastien Sagne (PAT durch Marius Duis gut)          |
| 2. Quarter         |                          |                          | |
| 13                 | 7                        | Schwäbisch Hall Unicorns | 42-Yard-Touchdown-Pass von Marco Ehrenfried auf Tyler Rutenbeck (PAT durch Tim Stadelmayr gut)     |
| 3. Quarter         |                          |                          | |
| 13                 | 7                        |                          | |
| 4. Quarter         |                          |                          | |
| 13                 | 14                       | Schwäbisch Hall Unicorns | 2-Yard-Touchdown-Pass von Marco Ehrenfried auf Nathaniel Robitaille (PAT durch Tim Stadelmayr gut) |
| 13                 | 21                       | Schwäbisch Hall Unicorns | 43-Yard-Fumble-Recovery von Nikolas Knoblauch (PAT Tim Stadlmayr gut)                              |
| 19                 | 21                       | Frankfurt Universe       | 12-Yard-Touchdown-Pass von Andrew Eiffers auf T. Thomas (TPC durch Andrew Eiffers nicht gut)       |